# الكطارة (أولاد يحيى)
الكطارة هو دُوَّار يقع بجماعة مزكيتام، إقليم جرسيف، جهة الشرق في المملكة المغربية. ينتمي الدوّار لمشيخة أولاد يحيى التي تضم 8 دواوير. يقدر عدد سكانه بـ 127 نسمة حسب الإحصاء الرسمي للسكان والسكنى لسنة 2004.

## روابط خارجية
- البوابة الوطنية للجماعات الترابية
- المندوبية السامية للتخطيط